# 윌리엄 핀리

윌리엄 핀리(William Finley, 1940년 9월 20일 ~ 2012년 4월 14일)는 미국의 배우이다.
뉴욕에서 태어났으며 맨해튼에서 사망하였다.

## 영화
- 블랙 달리아 (2006년)
- 나이트메어의 저주 (1993년)
- 분노의 보안관 (1982년)
- 참극의 관 (1981년)
- Simon (1980)
- 분노의 악령 (1978년)
- 이튼 얼라이브 (1976년)
- 천국의 유령 (1974년)
- 시스터스 (1973년)
- 디오니소스 (1970년)
- 웨딩 파티 (1969년) - 앨리스테어 역
- 머더 아 라 모드 (1968년)